# Livistona nitida
Livistona nitida är en enhjärtbladig växtart som beskrevs av Rodd. Livistona nitida ingår i släktet Livistona och familjen Arecaceae. Inga underarter finns listade i Catalogue of Life.

## Bildgalleri

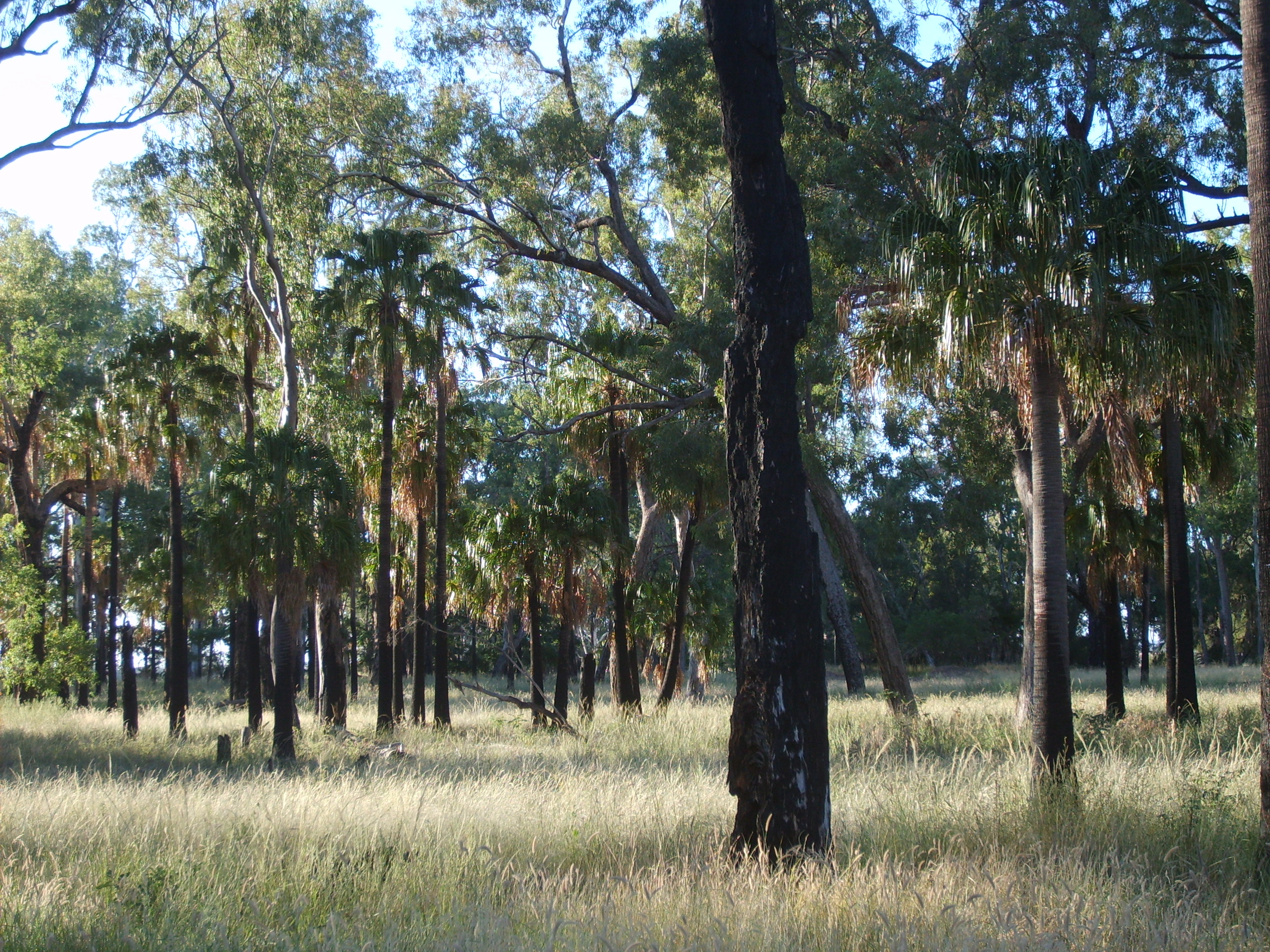
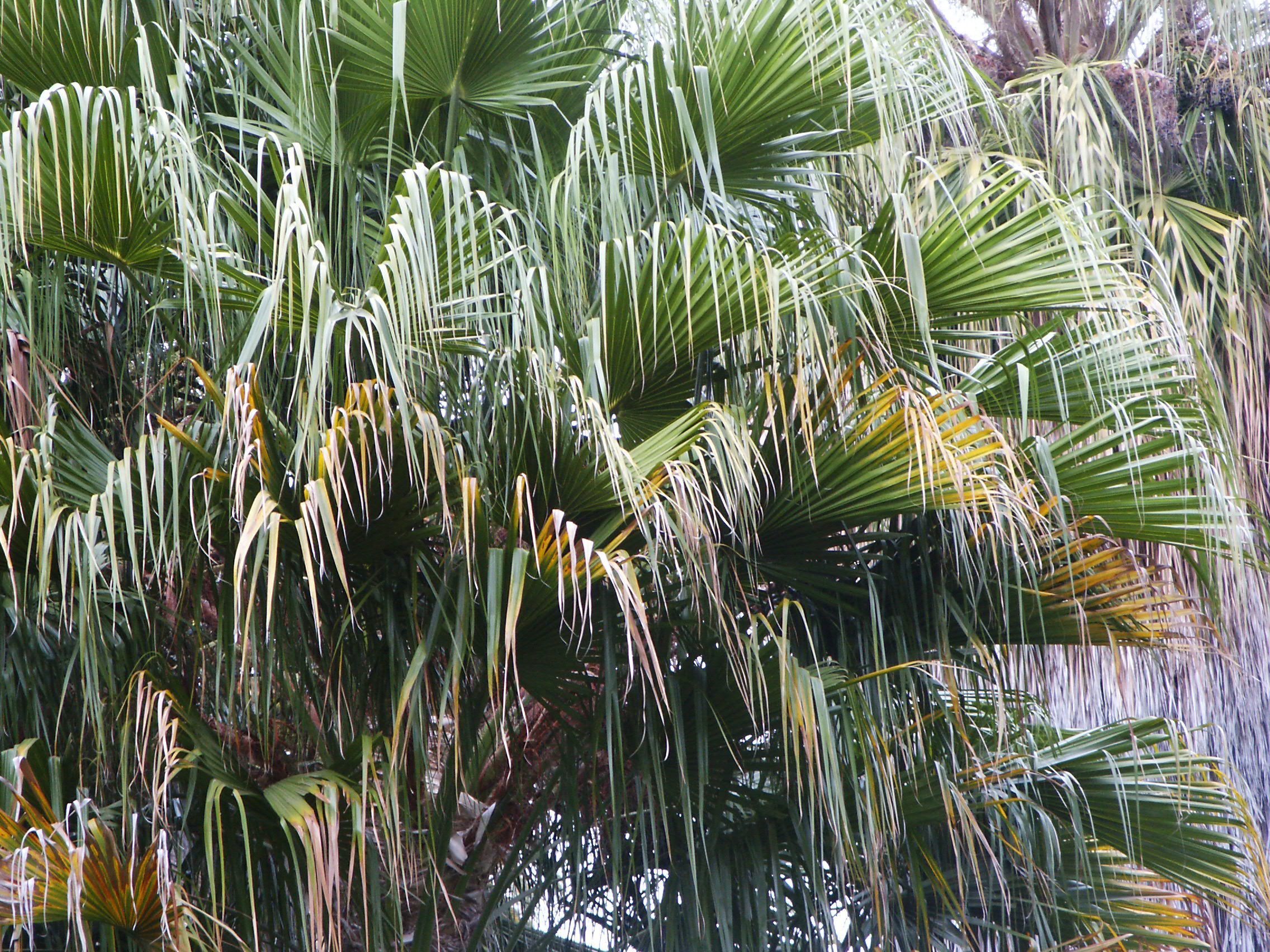